# Nāḩiyat Markaz ar Rastan
Nāḩiyat Markaz ar Rastan (arabiska: ناحية مركز الرستن) är ett subdistrikt i Syrien.   Det ligger i provinsen Homs, i den centrala delen av landet, 160 km norr om huvudstaden Damaskus.
Trakten runt Nāḩiyat Markaz ar Rastan består till största delen av jordbruksmark. Runt Nāḩiyat Markaz ar Rastan är det glesbefolkat, med 14 invånare per kvadratkilometer.